# 플로리나현
플로리나현은 그리스 서마케도니아 주에 있는 현으로, 마케도니아 북서부에 자리잡고 있다. 중심 도시는 플로리나 시이다. 플로리나 현에는 표준 현대 그리스어와 그리스어의 마케도니아계 언어를 비롯하여 다양한 방언이 쓰이고 있다.